# 狼丘

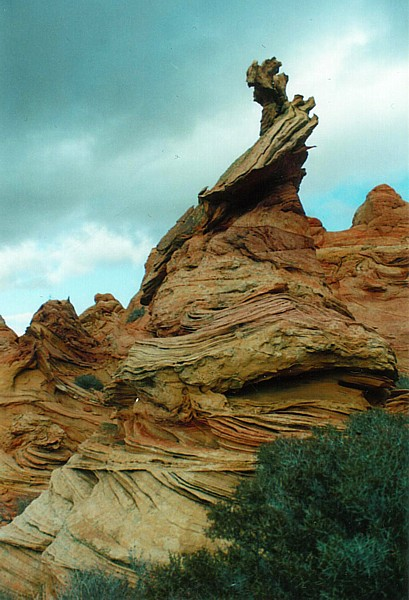
狼丘

狼丘（英語：Coyote Buttes）是位於美國犹他州中南部和亞利桑那州中北部、89号美国国道以南的一個山區，該山區也是美國內政部土地管理局下轄的帕里亚峡谷-朱雀崖荒野的一部分。狼丘又可以分為北狼丘和南狼丘。

## 來源
1. ↑  Seiler, W. M., , The University of Utah, 2008  [2022-07-17], （原始内容存档于2012-10-03）
2. ↑  . The Washington Post. October 22, 2008: KidsPost  [2022-07-17]. （原始内容存档于2016-02-23）.

36°58′04″N 112°00′41″W / 36.9677632°N 112.0112907°W